# 莫延多區
莫延多區（西班牙語：Distrito de Mollendo），是秘魯的一個區，位於該國南部阿雷基帕大區的伊斯萊省，始建於1879年1月3日，面積960.83平方公里，海拔高度26米，2005年人口23,672，人口密度每平方公里25人。